# Davidovići
Davidovići es un pueblo de la municipalidad de Dobretići, en el cantón de Bosnia Central, Bosnia y Herzegovina.

## Superficie
Posee una superficie de 3,79 kilómetros cuadrados.

## Demografía
Hasta 2013 la población era de 50 habitantes, con una densidad de población de 13,2 habitantes por kilómetro cuadrado.